# Arctiinae
Los arctinos (Arctiinae) son una subfamilia grande y diversa de lepidópteros con cerca de 11 000 especies encontradas en el mundo, de las cuales 6000 son neotropicales (Scoble 1995). Antes era considerada una familia (Arctiidae) de Noctuoidea.
Esta subfamilia incluye grupos comúnmente conocidas como polillas tigre, usualmente de intensos coloridos. Muchas especies tienen orugas con abundante pilosidad, por lo que también se conocen como osos lanudos. El nombre científico hace referencia a esto (griego αρκτος (arctos), oso). Las orugas de algunas especies pueden llamarse vulgarmente gusanos de penacho (nombre normalmente referido a los Lymantriinae). Es un grupo cosmopolita, más abundante y diverso en los trópicos.

## Características
Lo más distintivo de la familia es el órgano timpánico en el metatórax (Scoble 1995). Este órgano les permiten detectar los llamados de ecolocalización de los murciélagos y así pueden tomar medidas evasivas. El órgano timpánico es un mecanismo bastante común en los lepidópteros; su localización y estructura es característica de cada familia. Otras estructuras son setas o pelos en las larvas, venación de las alas, par de glándulas cerca del ovipositor (Scoble, 1995). Los sonidos los usan en el apareamiento (Simmons and Conner 1996) y en la defensa contra predadores (Fullard et al, 1994).

## Biología y ecología
Muchas especies contienen sustancias químicas desagradables o venenosas adquiridas de sus plantas hospedantes (Weller et al., 1999). Algunas especies también tienen la habilidad de hacer sus propias defensas (Nishida, 2002). Las defensas comunes incluyen: glicósido cardíaco (o cardenólidos), pirrolizidinas, alcaloides, pirazinas, histaminas (Weller et al., 1999). Las larvas usualmente adquieren estas sustancias, y las retienen hasta el estadio adulto. A su vez, los adultos los pueden obtener, regurgitando plantas descompuestas con esos componentes y chupando el fluido (Weller et al., 1999). Los adultos pueden transferir las defensas a sus huevos, y los machos a veces los pasan a las hembras para ayudarlas en la defensa de los huevos. Los 'pelos' larvales pueden "arder", debido a las histaminas que algunas orugas generan, pero no en todas las especies.
Advierten de esas defensas con coloraciones brillantes aposemáticas, con posturas inusuales, olores o, en adultos, con vibraciones ultrasónicas. Algunas especies inofensivas imitan a otras que son venenosas o a avispas que pican (mimetismo) (Simmons y Weller, 2002). Las señales de ultrasonidos alertan a los predadores nocturnos que aprenden a evitar a los árctidos (Dunning y Roeder 1965, Hristov y Conner, 2005), y en algunas especies pueden interferir con la habilidad de los murciélagos para localizar ultrasónicamente polillas al vuelo (Ratcliffe y Fullard, 2005).
Muchas de las orugas son activas durante el día. Si se las molesta, algunas se enrollan en una apretada espiral. El folclore dice que verlas significa gran severidad del invierno; cuanto más cantidad de negro en la oruga lanuda (Pyrrharctia isabella) se dice que es más severo el invierno; sin embargo la leyenda es falsa ya que el ancho del negro varía según el estadio, pero no según el clima (Wagner 2005). La polilla Isabella tigre pasa el invierno en estadio de oruga. Pueden sobrevivir al congelamiento a moderadas temperaturas bajo cero produciendo un químico crioprotector (Layne and Kuharsky 2000). Las larvas de otras especies, como Phragmatobia fuliginosa pueden encontrarse sobre la nieve buscando un lugar para empupar.
A pesar de su abundancia, pocas especies de esta familia tienen importancia económica. Salvo Hyphantria cunea, una especie abundante y altamente polífaga de especies de árboles con distribución original en Norteamérica que ha sido introducida accidentalmente en Asia y Europa. No produce daño severo a huéspedes sanos.

## Tribus y algunos géneros y especies
- Anexo:Lista de géneros de Arctiidae

Clasificación de Zahiri et al. en 2012: 

Amerilini-
Arctiini-
Lithosiini-
Syntomini-
incertae sedis

## Galería

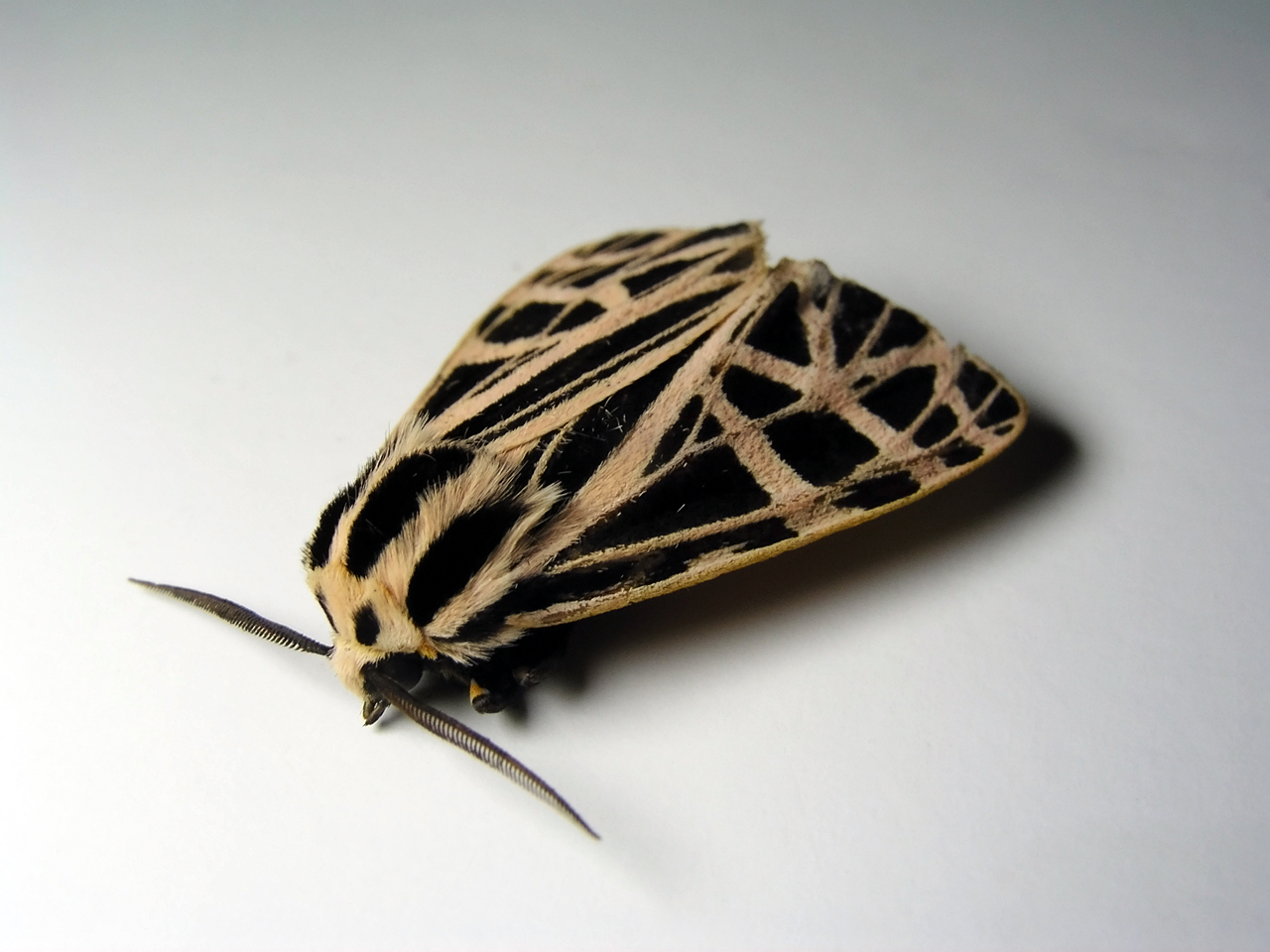
Grammia parthenice
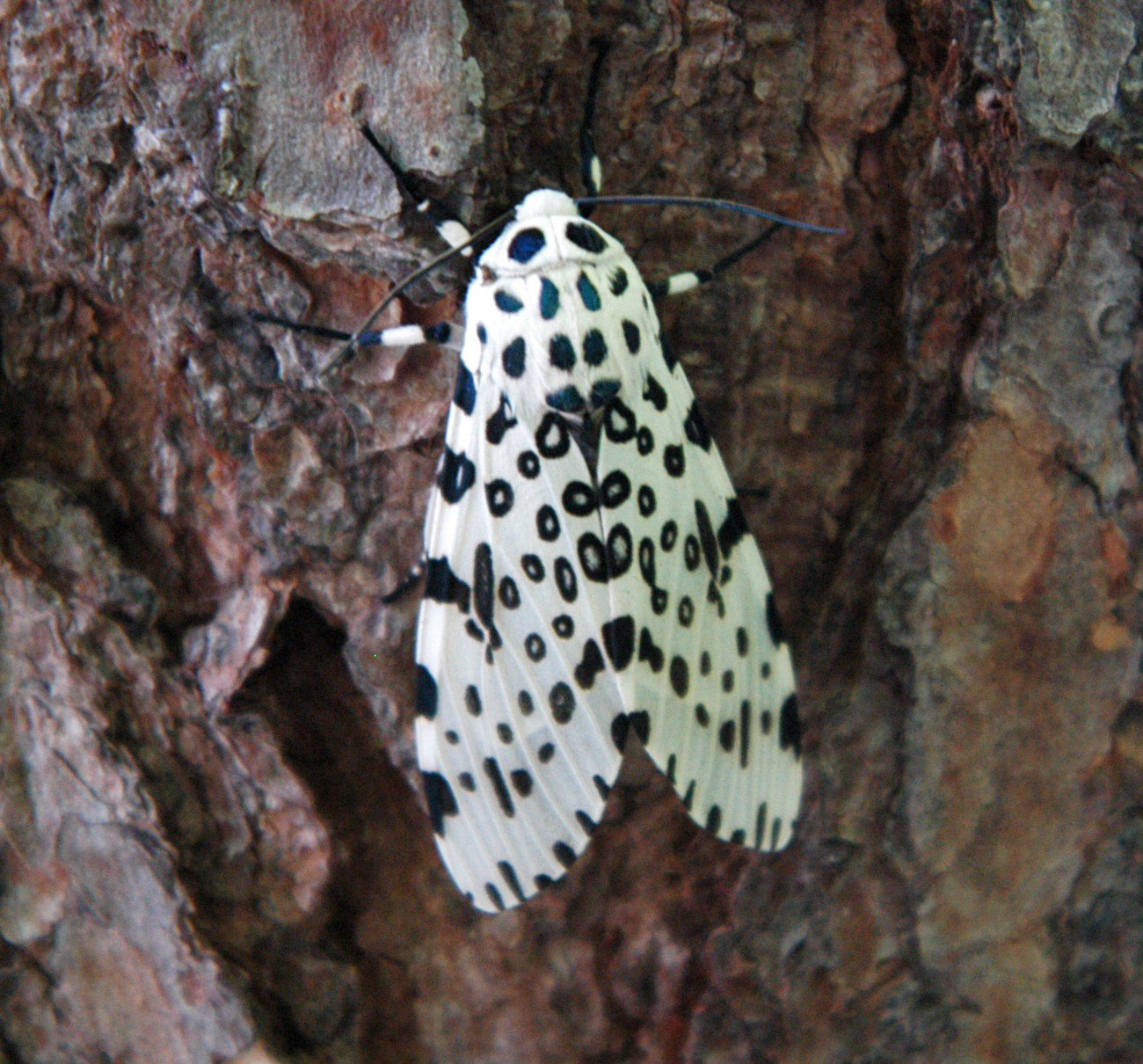
polilla gigante leopardo Hypercompe scribonia
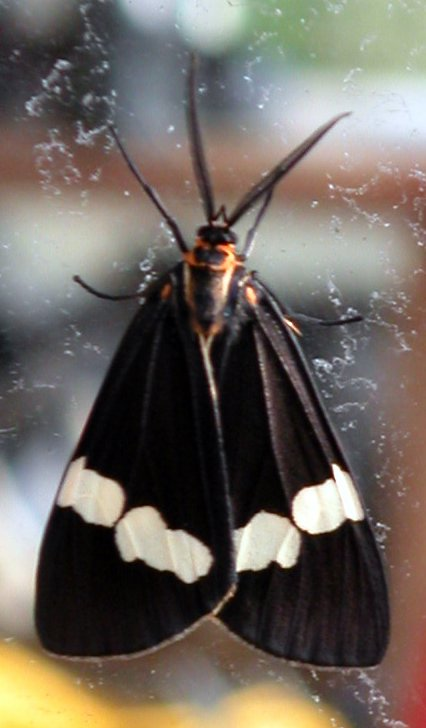
Polilla Nyctemera
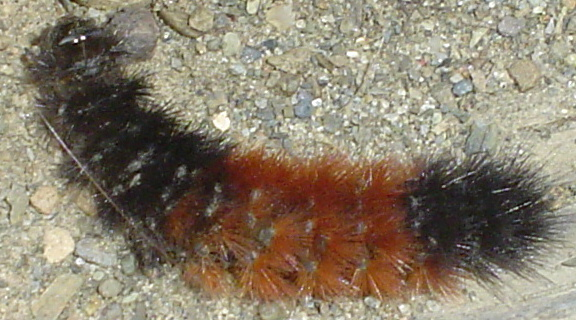
Oso velludo fajado Pyrrharctia isabella
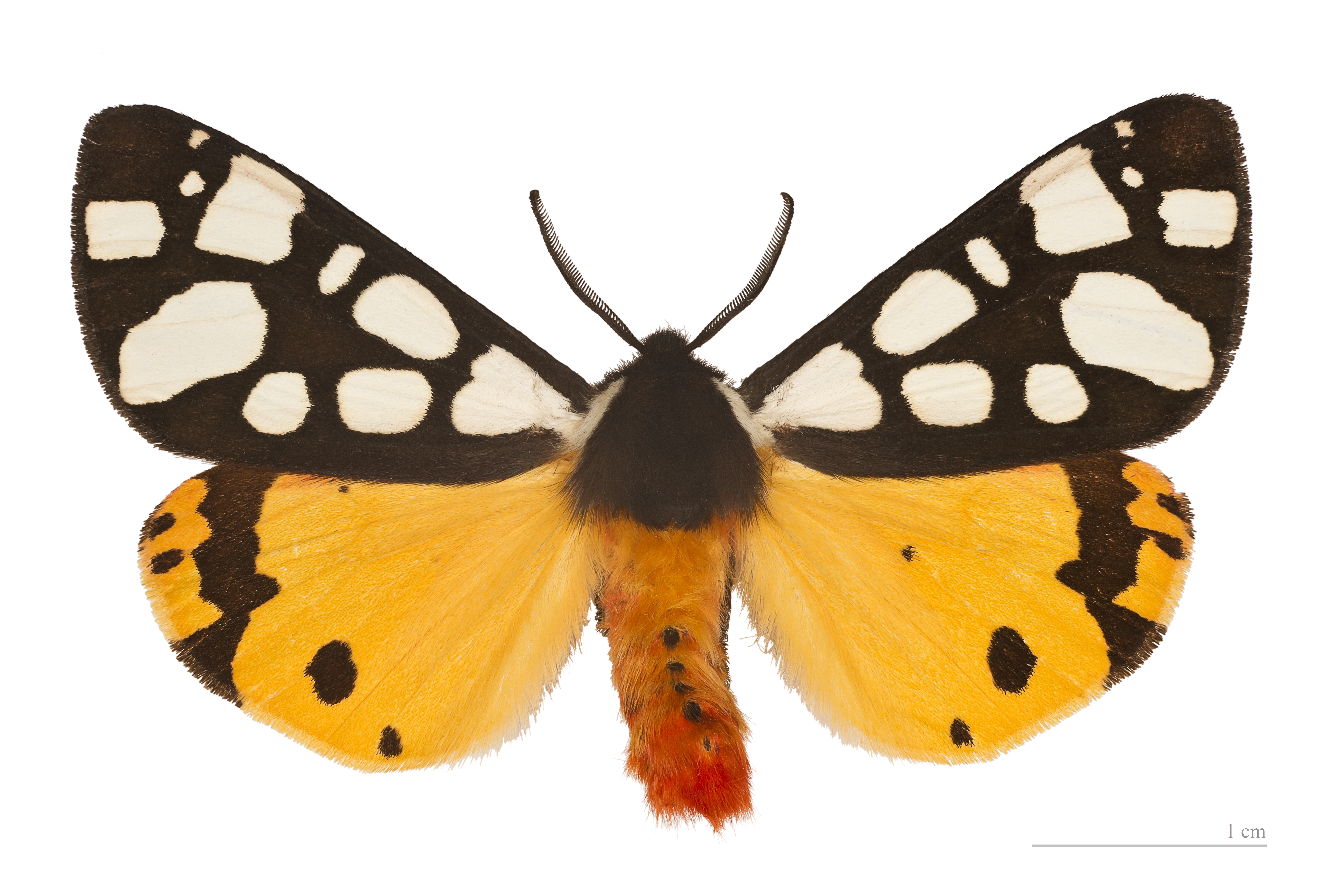
Arctia villica
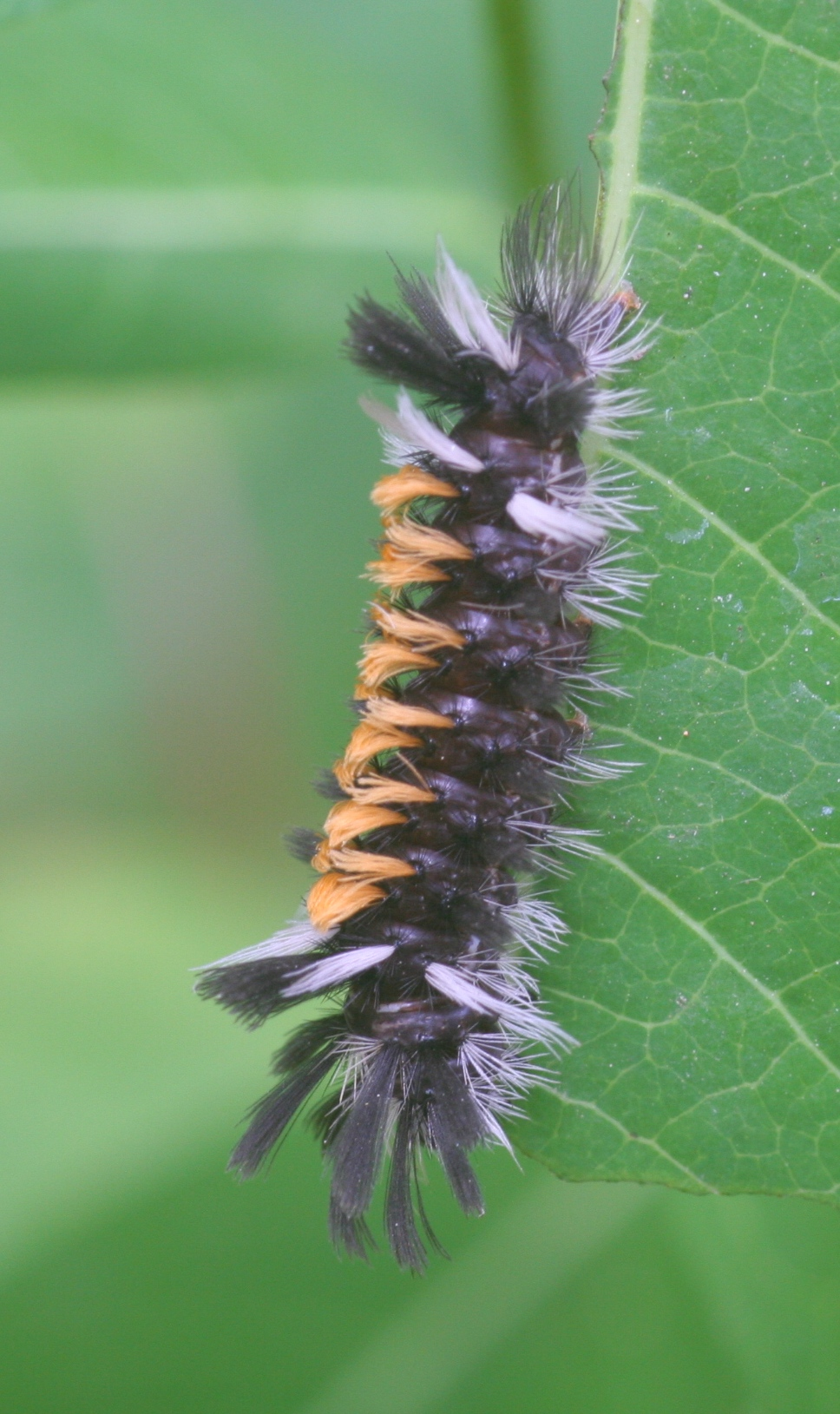
Último estadio de la polilla de las Asclepias Euchaetes egle
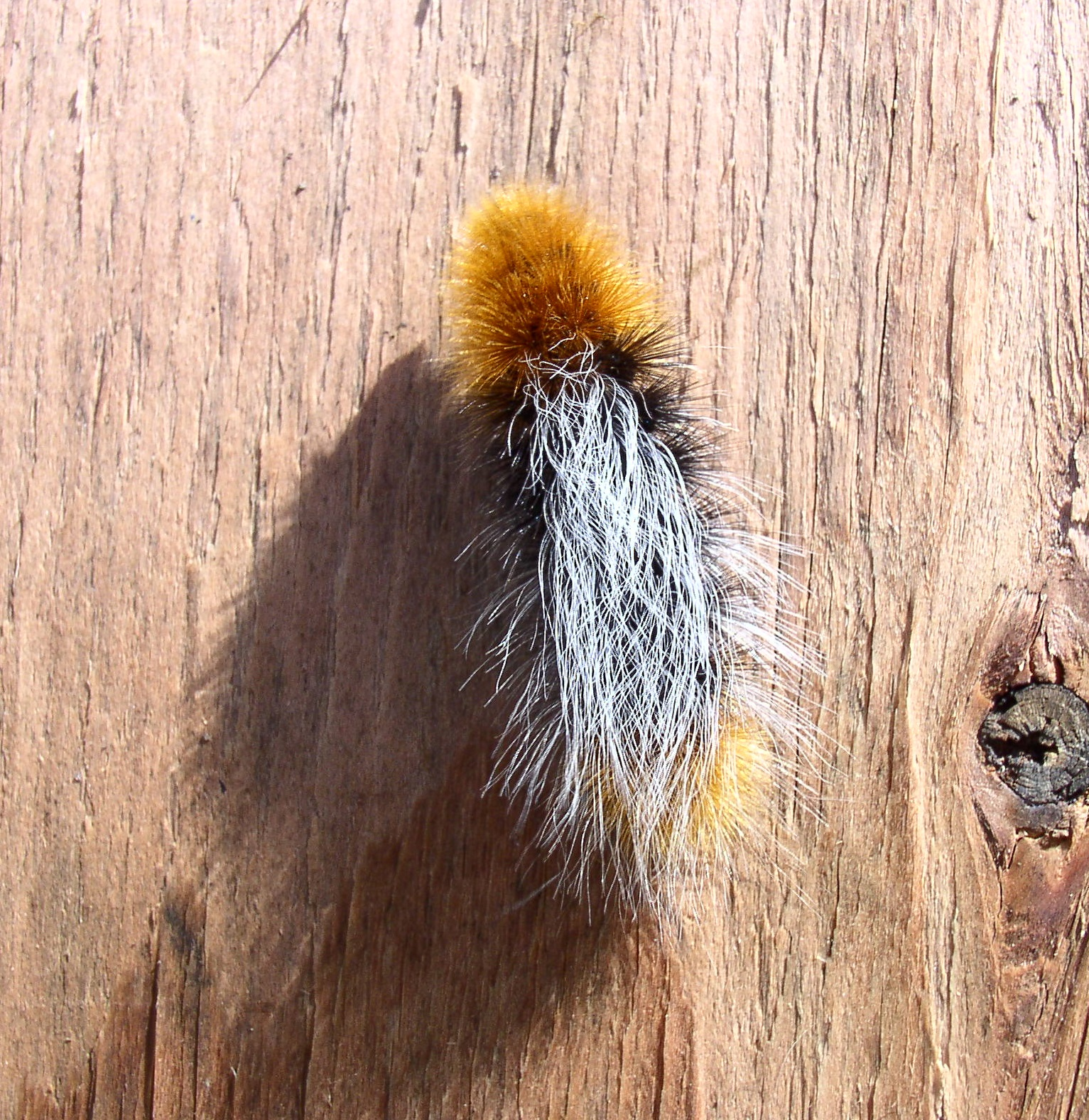
Oruga de Platyprepia virginalis
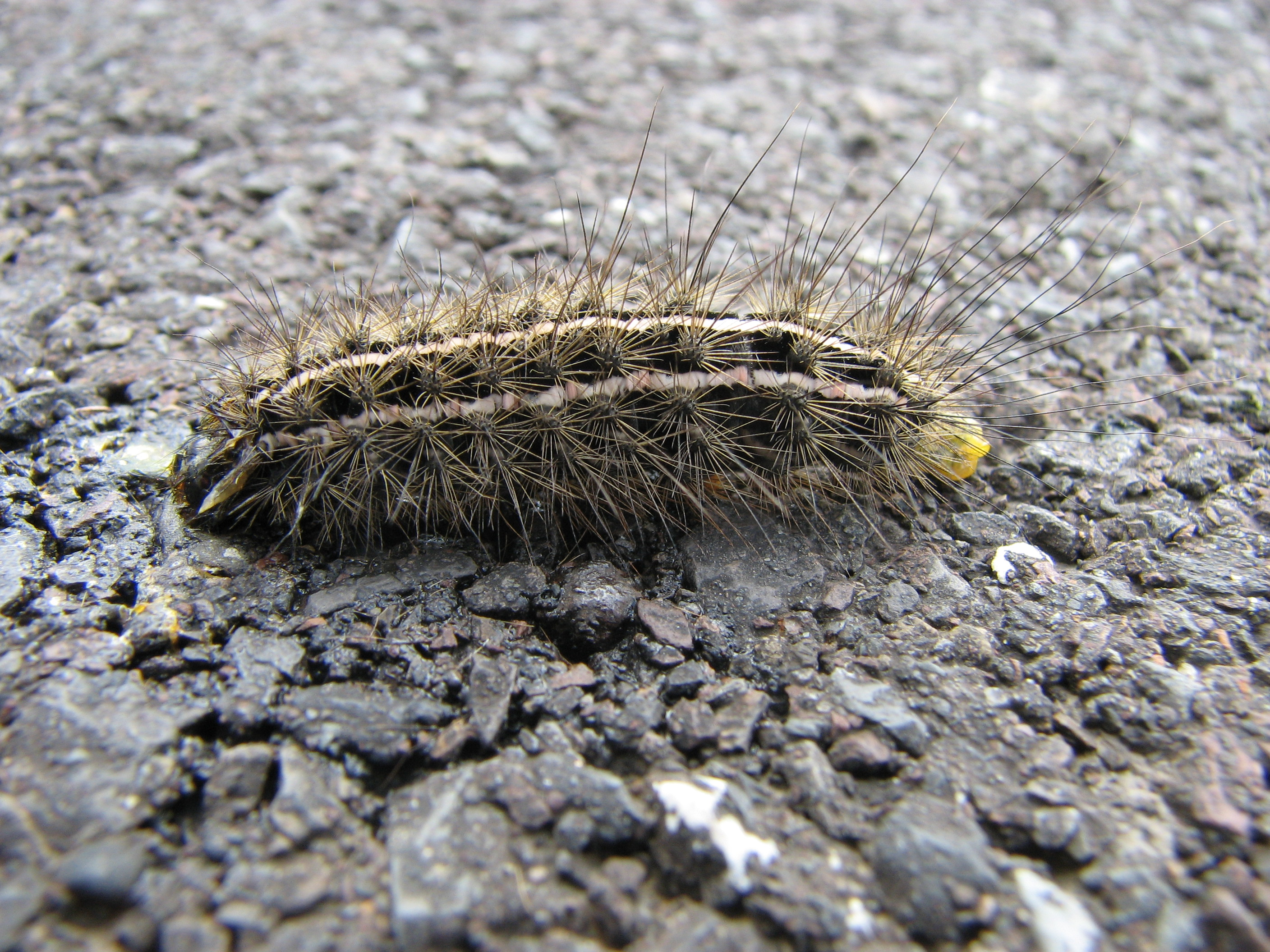
Oruga de Apantesis arge
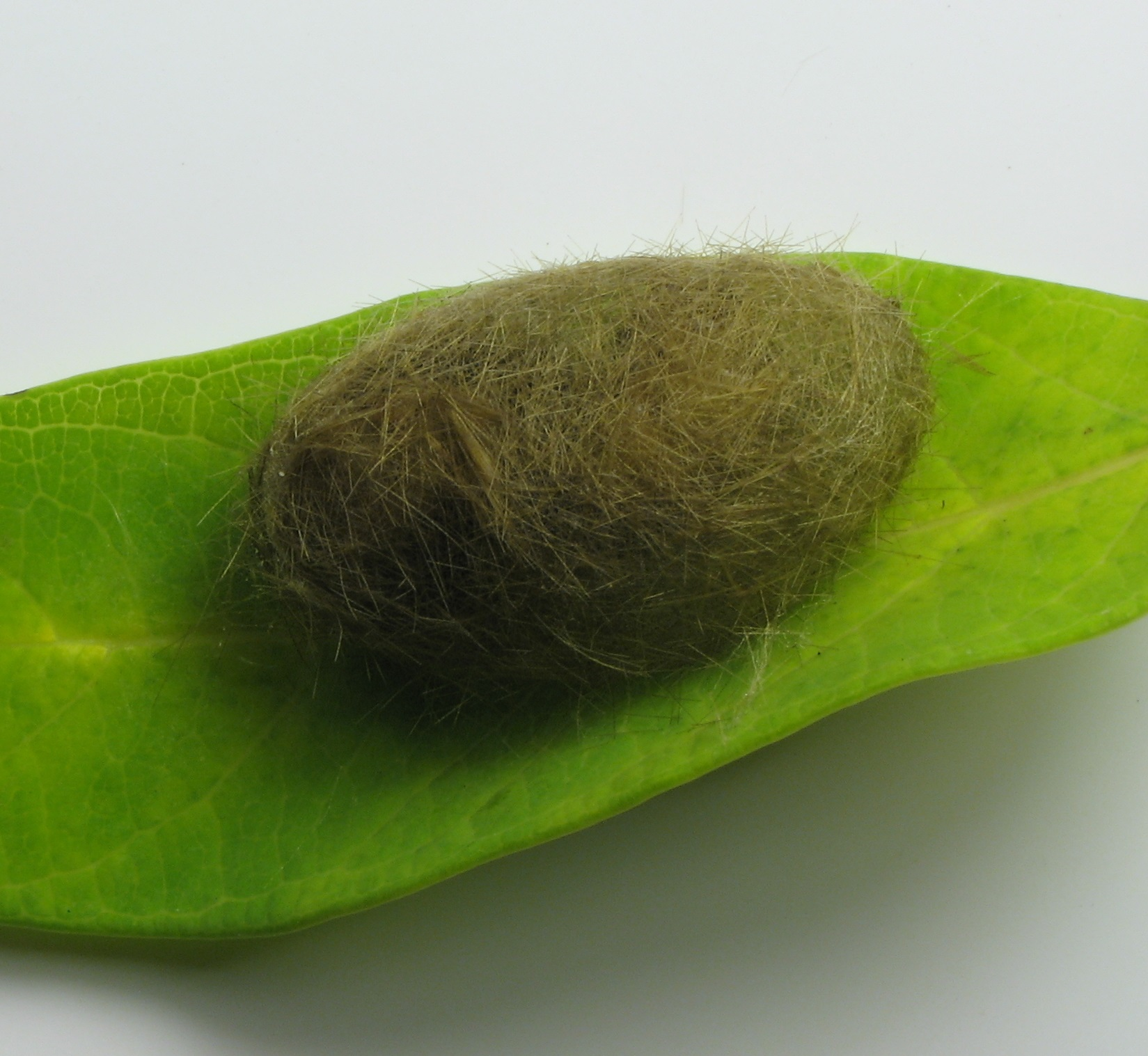
Capullo de Halysidota tessellaris